# Miss Panama
A Miss Panama közkeletű megszólítása a panamai szépségversenyek győzteseinek. Az országban több ilyen versenyt is szerveznek vagy szerveztek:

## Versenyek

### Miss Panamá
1952-ben alapított verseny, ami a Miss Universe-re küldött versenyzőt. Az utolsó versenyt 1987-ben szervezték ezen név alatt. 2011-ben új szervezők megszerezték a jogot, hogy versenyüket, mely a Miss Universe és Miss World versenyekre küld jelöltet ismét Miss Panamá néven szervezzék meg, a két győztes pedig a Miss Universo Panamá és a Miss Mundo Panamá címet kapja. 2012-ben a Miss Universe Panamá és a Miss World Panamá címek mellett a Miss Panamá verseny során osztották ki a Miss Earth Panamá és a Miss International Panamá koronákat is.

### Señorita Panamá
1982-ben alapított verseny, ami 1989-ig a Miss World-re küldött jelöltet. 1990 és 2008 között a Miss World és a Miss Universe versenyekre utaztak a győztesek, 2008-ban és 2009-ben Realmente Bella Señoricta Panamá néven valóságshow keretében választottak győzteseket, akik a Miss Universe versenyre utaztak.

### Realmente Bella Señorita Panamá
A Señorita Panamá valóságshow változata 2008-ban és 2009-ben. Az előző versenyekkel ellentétben csak 10 döntős lány küzdhetett a koronákért.

### Miss World Panama
Csupán 3 évben, 2007-ben, 2008-ban és 2010-ben megrendezett verseny, aminek a győztese a Miss World versenyre utazott.

### Miss Earth Panamá
A cím győztesét a Bellezas Panamá versenyen hirdetik ki, és a Miss Earth versenyen vesz részt. 2012-ben a Miss Panamá szépségversenyen keretein belül hirdették ki a cím győztesét.

### Miss International Panama
1961 és 2002 között létező verseny, aminek a győztese a Miss International versenyen vett részt.

### Miss Panamá Internacional
2004 óta új szervezők által szervezett verseny, aminek a győztese szintén a Miss International versenyre utazik. 2009-ben összeolvadt a Bellezas Panamá versennyel.

### Miss Continente Americano Panamá
2006-óta szervezett verseny, melynek győztese képviselheti Panamát a Miss Continente Americano szépségversenyen, ahol csak az amerikai kontinens országai vesznek részt.

## Történelem (2008-2013)

### Realmente Bella Señorita Panamá 2008
A 2008-as versenyt május 26-án tartották Panamavárosban, a Telemetro közvetítette.
Versenyzők: Anaís Solís (22), Ginelle Saldaña (21), Aurora Cornejo (22), Carolina Dementiev (19), Geraldine Higuera (19), Estefanía Varela Ruiz (20), Karina Pinilla (22), Nallalit González (22), Mónica Franco (24), Kathia Saldaña (20)
- Helyezettek:
  - Győztes: Panama Centro – Carolina Dementiev
  - 2. helyezett: Herrera – Karina Pinilla
  - 3. helyezett: Los Santos – Estefanía Varela
  - 4. helyezett: Chiriquí – Ginelle Saldaña
- Különdíjak:
  - Miss Congeniality – Aurora Cornejo
  - Miss Photogenic – Geraldine Higuera

### Realmente Bella Señorita Panamá 2009
A Realmente Bella Señorita Panamá 2009 című verseny a második kiadása volt a Señorita Panamá valóságshow változatának. A döntőt 2009. május 15-én tartották. A verseny győztesei a Miss World 2009, a Miss Universe 2009 és a Miss Continente Americano 2009 versenyen képviselhette országát.
A versenyzők: Lissa Talesca (20), Giosue Cozzarelli (19), Alicia Durán (18), Diana Broce (22), Nadege Herrera (22), Lidia McNulty	(19), Liseth Díaz (24), Aylin Delgado (18), María Luisa Pretelt	(22), Stephanie Thompson (18)
- Helyezettek:
  - Miss World Panama 2009: Panamá Centro – Nadege Herrera
  - Miss Universe Panama 2009: Los Santos – Diana Broce
  - 3. helyezett: Cocle – Liseth Díaz
  - 4. helyezett: Chiriquí Oriental – Lissa Talesca
- Különdíjak:
  - Miss Congeniality – María Pretelt
  - Miss Photogenic – Alicia Durán
  - Best Face – Nadege Herrera

### Señorita Panamá 2010
A Señorita Panamá 2010 a 27. versenye volt a Señorita Panamá történetének, mely megrendezésére 2010. július 8-án került sor a Panamavárosban található Sheraton Hotelben. Ezen a versenyen 10 lány közül dőlt el, hogy ki nyeri majd el a koronát, és ki lehet a Miss Universe Panama 2010 cím birtokosa.
A versenyzők: Valerie Sattkowski (20), Marelissa Him (21), Sara Ruiz (23), Katherine Dolande (24), Paola Vaprio (23), Amelia Cuestas (24), Elianys Colon (24), Ana Mabel Miranda (23), Anyolí Ábrego (23), Natasha Diaz (21)
- Helyezettek: 
  - Győztes: Veraguas – Anyolí Amorette Ábrego Sanjur
  - 2. helyezett: Distrito Central – Katherine Dolande
  - 3. helyezett: Chiriquí – Ana Mabel Miranda
- Különdíjak:
  - Best National Costume – Paola Vaprio

### Miss Panamá 2011
A Miss Panamá 2011 döntőjét a Panamavárosban lévő Atlapa Convention Centerben rendezték meg 2011. május 26-án.
A versenyzők: Marielena González (22), Sue Guerraa (24), Ariadna Fernández (18), Tatiana Campagnani (23), Keshia Leis (23), Christine Fábrega (19), Sheldry Sáez (19), Marisel Medina (19), Keity Mendieta(20), Jelenska García (23), Nicole Huerbsch (21), Irene Núñez (23)
- Helyezettek:
  - Miss Panamá 2011: Herrera – Sheldry Sáez
  - Miss World Panamá: Veraguas – Irene Núñez
  - Miss Panamá Internacional: Panamá Central – Keity Mendieta
- Különdíjak:
  - Miss Photogenic: Sheldry Sáez – Miss Herrera
  - Miss Congeniality: Jelenska García – Miss Panama Este
  - Best Body Power Club: Irene Nunez – Miss Veraguas
  - Best Evening Gown Design: Marianela Gonzalez – Bocas del Toro

### Miss Panamá 2012
2012-ben a Riu Plazában rendezték meg a szépségverseny döntőjét, Panamavásoban. A finálé időpontja 2011. március 30-a volt. Ebben az évben több újítást is bevezettek a versenyen. 20 lányt választottak ki az elődöntőbe, akik közül február 8-án nyolcan kiestek.
A döntős lányok a következők lettek: Maricely González (22), Karen Jordán (23), Nabil González (22), Ana Lorena Ibañez (25), Natalia Tamayo (24), Michelle Madrid Dudley (18), Yinela Yero (21), Milagros Ramos (24), Stephanie Vander Werf (25), Heidy Choy (21), Elissa Estrada (18), Astrid Caballero (21). A 12 lányból 4 vihetett haza koronát, hiszen a Miss Panama verseny keretein belül hirdették ki a Miss Universe, Miss World, Miss Earth és Miss International Panamá cím birtokosait is.
- Helyezettek:
  - Miss Panamá 2012: Panamá Centro – Stephanie Vander Werf
  - Miss Panamá World: Bocas del Toro – Maricely González
  - Miss Earth Panamá: Coclé – Ana Lorena Ibáñez
  - Miss International Panamá: Chiriquí – Karen Jordán
- Különdíjak:
  - Best National Costume: Maricely González (Bocas del Toro)
  - Miss Photogenic (Miss Fotogénica): Maricely González (Bocas del Toro)
  - Miss Congeniality (Miss Amistad): Heidy Choy (Panamá Este)
  - Miss Eloquence (Miss Elocuencia): Stephanie Vander Werf (Panama Centro)
  - Best Body Power Club (Mejor Cuerpo): Karen Jordán (Chiriqui)

### Miss Panamá 2013
A 2013-as évben 13 lány közül kerültek ki a győztesek: Jeniffer Brown (25), María Alejandra Tejada (20), Anaís Herrera (20), Claudia De León (20), Zumay Antonios (23), Manuvis Mina (18), Janitzel Ferrera (22), Julieth Sánchez (22), Sara Bello (25), María Gabrielle Sealy(20), Melanie Ruíz	(19), Catherine Pino (20), Carolina Brid (22). A 13 versenyző közül 3 gazdagodott koronával, a gála végén hirdették ki a Miss Universe, Miss Intercontinental és a Miss Univted Continent Panama cím győzteseit. A Miss World Panama versenyt idén külön rendezték meg mely végén Virgínia Hernandez fejére került a korona.
- Helyezettek:
  - Miss Panamá 2013: Veraguas – Carolina Brid
  - Miss Panamá Intercontinental: Los Santos – Sara Bello
  - Miss Panama United Continent – Panama Centro – María Gabrielle Sealy

## Nemzetközi eredmények
Panama háromszor nyert meg világversenyt. Először 1998-ban a Miss International versenyen, melynek győztese Lía Victoria Borrero González lett. A későbbi években Panama nem nyert koronát a Miss International versenyen, azonban 2006-ban, 2009-ben, és 2011-ben bejutott a versenyzőkük a középdöntőbe.
A második nemzetközi győzelem 2002-ben a Miss Universe versenyen volt. Ekkor a panamai versenyző második helyezett lett, de az eredeti orosz győztest megfosztották a címétől és a panamai versenyzőt hirdették ki új győztesnek. Az azt követő években, 2003-ban és 2011-ben szerepelt panamai lány a Miss Universe középdöntőjében.
A harmadik koronát 2010-ben nyerték a Miss Supranational verseny keretein belül. 2011-ben beválasztották versenyzőjüket a legszebb 20 lány közé, 2012-ben pedig a hatodik lett.

## A szépségverseny menete
Minden évben rengetegen jelentkeztnek a versenyre, vannak olyanok, akik ha nem értek el helyezést, a következő évben ismét megpróbálkoznak. Mikor kihirdetik a 12 döntős lány kisorsolják azt is, hogy melyik államát képviseljék az országnak. Mivel nem biztos, hogy mindegyik tartományból van döntős lány, véletlenszerűen döntik el, hogy mely régiót képviselik. Az eddigi legtöbb győzelme kimagaslóan Panamá Centralnak volt, 11 győzelemmel.
| Győzelem |  | Tartomány          | Nyertes év                                             |
| -------- |  | ------------------ | ------------------------------------------------------ |
| 11       |  | Panamá Central     | 1993 1994 1995 1998 2000 2001 2002 2003 2005 2008 2012 |
| 05       |  | Los Santos         | 1966 1987 1996 2004 2009                               |
| 04       |  | Veraguas           | 1986 1992 2010 2013                                    |
| 03       |  | Colón              | 1965 1980 1997                                         |
| 01       |  | Herrera            | 2011                                                   |
| 01       |  | Chiriquí           | 1999                                                   |
| 01       |  | Coclé              | 1952                                                   |
| 0        |  | Darién             |                                                        |
| 0        |  | Bocas del Toro     |                                                        |
| 0        |  | Panamá Oeste       |                                                        |
| 0        |  | Panamá Este        |                                                        |
| 0        |  | Chiriquí Occidente |                                                        |

## Miss Universe-résztvevők
Panama 1952 óta vesz részt a Miss Universe versenyen. Legjobb eredményük egy győzelem 2002-ben, amit úgy értek el, hogy az eredeti orosz győztest megfosztották a címétől.
A táblázat a résztvevők neve és helyezése mellett azt is tartalmazza, hogy melyik panamai verseny győzteseként vettek részt a nemzetközi versenyen.
| Év   | Hónap, nap     | Helyszín                  | Versenyző                   | Verseny                         | Helyezés             | Különdíj              |
| ---- | -------------- | ------------------------- | --------------------------- | ------------------------------- | -------------------- | --------------------- |
| 1952 | június 28.     | Kalifornia, USA           | Elzibir Gisela Malek        | Miss Panamá                     |                      |                       |
| 1953 | július 17      | Kalifornia, USA           | Emita Arosemena Zubieta     | Miss Panamá                     | középdöntős          |                       |
| 1954 | július 24.     | Kalifornia, USA           | Liliana Torre               | Miss Panamá                     | középdöntős          |                       |
| 1964 | augusztus 1.   | Florida, USA              | Maritza Montilla            | Miss Panamá                     |                      |                       |
| 1965 | július 24.     | Florida, USA              | Sonia Inés Ríos             | Miss Panamá                     |                      |                       |
| 1966 | július 16.     | Florida, USA              | Dionisia Broce              | Miss Panamá                     |                      |                       |
| 1967 | július 15.     | Florida, USA              | Mirna Norma Castillero      | Miss Panamá                     |                      |                       |
| 1970 | július 11.     | Florida, USA              | Berta López Herrera         | Miss Panamá                     |                      |                       |
| 1971 | július 24.     | Florida, USA              | Gladys Isaza                | Miss Panamá                     |                      |                       |
| 1973 | július 21.     | Athén, Görögország        | Jeanine Lizuaín             | Miss Panamá                     |                      |                       |
| 1974 | július 21.     | Manila, Fülöp-szigetek    | Jazmine Nereida Panay       | Miss Panamá                     | középdöntős          |                       |
| 1975 | július 19.     | San Salvador, El Salvador | Anina Horta Torrijos        | Miss Panamá                     |                      |                       |
| 1976 | július 11.     | Hong Kong                 | Carolina Maria Chiari       | Miss Panamá                     |                      |                       |
| 1977 | július 16.     | Dominikai Köztársaság     | Marina Valenciano           | Miss Panamá                     |                      |                       |
| 1978 | július 24.     | Acapulco, Mexikó          | Diana Leticia Conte Vergara | Miss Panamá                     |                      |                       |
| 1979 | július 20.     | Perth, Ausztrália         | Yahel Cecile Dolande        | Miss Panamá                     |                      |                       |
| 1980 | július 8.      | Szöul, Dél-Korea          | Gloria Karamañites Davis    | Miss Panamá                     | középdöntős          |                       |
| 1981 | július 20.     | New York, USA             | Ana María Henríquez Valdés  | Miss Panamá                     |                      |                       |
| 1982 | július 26.     | Lima, Peru                | Isora de Lourdes López      | Miss Panamá                     |                      |                       |
| 1983 | július 11.     | Missouri, USA             | Elizabeth Bylan Bennett     | Miss Panamá                     |                      |                       |
| 1984 | július 9.      | Florida, USA              | Cilinia Prada Acosta        | Miss Panamá                     |                      |                       |
| 1985 | július 15.     | Florida, USA              | Janett Vásquez Sanjuán      | Miss Panamá                     |                      |                       |
| 1986 | július 21.     | Panamaváros, Panama       | Gilda García López          | Miss Panamá                     |                      | Best National Costume |
| 1987 | május 27.      | Szingapúr                 | Gabriela Deleuze Ducasa     | Miss Panamá                     |                      |                       |
| 1991 | május 17.      | Las Vegas, Nevada, USA    | Liz Michelle de León        | Señorita Panamá                 |                      |                       |
| 1992 | május 8.       | Bangkok, Thailand         | Ana Cecilia Orillac         | Señorita Panamá                 |                      |                       |
| 1993 | május 21.      | Mexikóváros, Mexikó       | Gisselle Amelia González    | Señorita Panamá                 |                      |                       |
| 1994 | május 20.      | Manila, Fülöp-szigetek    | María Sofía Velásquez       | Señorita Panamá                 |                      |                       |
| 1995 | május 12.      | Windhoek, Namibia         | Michelle Sage               | Señorita Panamá                 |                      |                       |
| 1996 | május 17.      | Las Vegas, Nevada, USA    | Reyna Royo                  | Señorita Panamá                 |                      |                       |
| 1997 | május 16.      | Florida, USA              | Lía Borrero                 | Señorita Panamá                 | Top 6                |                       |
| 1998 | május 12.      | Hawaii, USA               | Tanisha Drummond            | Señorita Panamá                 |                      |                       |
| 1999 | május 26.      | Trinidad and Tobago       | Yamaní Saied                | Señorita Panamá                 |                      |                       |
| 2000 | május 12       | Nicosia, Cyprus           | Analía Núñez                | Señorita Panamá                 |                      |                       |
| 2001 | május 11.      | Bayamón, Puerto Rico      | Ivette Cordovez             | Señorita Panamá                 |                      |                       |
| 2002 | május 29.      | San Juan, Puerto Rico     | Justine Pasek               | Señorita Panamá                 | 2. helyezett/győztes |                       |
| 2003 | június 3.      | Panamaváros, Panama       | Stefanie De Roux            | Señorita Panamá                 | Top 15               | Best National Costume |
| 2004 | június 1.      | Quito, Ecuador            | Jessica Rodríguez           | Señorita Panamá                 |                      | Best National Costume |
| 2005 | május 31.      | Bangkok, Thailand         | Rosa María Hernández        | Señorita Panamá                 |                      |                       |
| 2006 | július 23.     | Kalifornia, USA           | Maria Alessandra Mezquita   | Señorita Panamá                 |                      |                       |
| 2007 | május 28.      | Mexikóváros, Mexikó       | Sorangel Matos Arce         | Señorita Panamá                 |                      |                       |
| 2008 | július 14.     | Nha Trang, Vietnam        | Carolina Dementiev          | Realmente Bella Señorita Panamá |                      |                       |
| 2009 | augusztus 23.  | Nassau, Bahamas           | Diana Broce                 | Realmente Bella Señorita Panamá |                      | Best National Costume |
| 2010 | augusztus 23.  | Las Vegas, Nevada, USA    | Anyoli Ábrego               | Señorita Panamá                 |                      |                       |
| 2011 | szeptember 12. | São Paulo, Brazília       | Sheldry Sáez                | Miss Panamá                     | Top 10               | Best National Costume |
| 2012 | december 19.   | Las Vegas, Nevada, USA    | Stephanie Vander Werf       | Miss Panamá                     |                      |                       |
| 2013 | november 9.    | Moszkva, Oroszország      | Carolina Brid               |                                 |                      |                       |

## Miss World-résztvevők
A Miss World verseny 1951-ben indult, Panama 1967-ben vett először részt rajta. A legjobb eredményük 1983-ban és 2009-ben volt, ugyanis ezekben az években panamai lány nyerte a 5th Runner-up címet.
| Év   | Hónap, nap     | Helyszín                    | Versenyző                         | Verseny                         | Helyezés      | Különdíj               |
| ---- | -------------- | --------------------------- | --------------------------------- | ------------------------------- | ------------- | ---------------------- |
| 1967 | november 16.   | London, Anglia              | Carlota Lozano                    | Miss World Panamá               |               |                        |
| 1971 | november 10.   | London, Anglia              | María de Lourdes Rivera           | Miss World Panamá               |               |                        |
| 1977 | november 17.   | London, Anglia              | Anabelle Vallarino                | Miss World Panamá               |               |                        |
| 1979 | november 15.   | London, Anglia              | Lorelay de la Ossa                | Miss World Panamá               | Top 15        |                        |
| 1980 | november 13.   | London, Anglia              | Aurea Horta Torrijos              | Miss World Panamá               |               |                        |
| 1982 | november 18.   | London, Anglia              | Lorena Moreno                     | Miss World Panamá               |               |                        |
| 1983 | november 17.   | London, Anglia              | Marissa Burgos                    | Miss World Panamá               | 5th runner-up |                        |
| 1984 | november 15.   | London, Anglia              | Ana Luisa Seda Reyes              | Miss World Panamá               |               | Miss Personality       |
| 1985 | november 14.   | London, Anglia              | Diana Ester Alfaro Arosemena      | Miss World Panamá               |               |                        |
| 1986 | november 13.   | London, Anglia              | Maria Lorena Orillac Giraldo      | Miss World Panamá               | Top 15        |                        |
| 1987 | november 12.   | London, Anglia              | Maria Cordelia Denis Urriola      | Miss World Panamá               |               |                        |
| 1989 | november 22.   | Hong Kong                   | Gloria Stella Quintana            | Miss World Panamá               |               |                        |
| 1990 | november 8.    | London, Anglia              | Madelaine Leignadier Dawson       | Miss World Panamá               |               |                        |
| 1991 | február 17.    | Atlanta, Georgia, USA       | Malena Estela Betancourt Guillen  | Miss World Panamá               |               |                        |
| 1992 | december 12.   | Sun City, Dél-Afrika        | Michelle Marie Harrington Hasbun  | Miss World Panamá               |               |                        |
| 1993 | november 27.   | Sun City, Dél-Afrika        | Aracelys Cogley Preston           | Miss World Panamá               |               |                        |
| 1994 | november 19.   | Sun City, Dél-Afrika        | Carmen Lucía Ogando Ginono        | Miss World Panamá               |               |                        |
| 1995 | november 18.   | Sun City, Dél-Afrika        | Marisela Moreno Montero           | Señorita Panamá                 |               |                        |
| 1996 | november 23.   | Bangalore, India            | Norma Elida Perez Rodríguez       | Miss World Panamá               |               |                        |
| 1997 | november 22.   | Seychelle-szigetek          | Patricia Aurora Bremner Hernández | Miss World Panamá               |               |                        |
| 1998 | november 26.   | Seychelle-szigetek          | Lorena del Carmen Zagía Miro      | Miss World Panamá               |               |                        |
| 1999 | december 4.    | London, Anglia              | Jessenia Casanova Reyes           | Miss World Panamá               |               |                        |
| 2000 | november 30.   | London, Anglia              | Ana Raquel Ochy                   | Miss World Panamá               |               |                        |
| 2001 | november 16.   | Sun City, Dél-Afrika        | Lourdes González Montenegro       | Miss World Panamá               |               |                        |
| 2002 | december 7.    | London, Anglia              | Yoscelin Sánchez                  | Miss World Panamá               |               |                        |
| 2003 | december 6.    | Sanya, Kína                 | Ivy Ruth Ortega                   | Miss World Panamá               |               |                        |
| 2004 | december 6.    | Sanya, Kína                 | Melissa Piedrahita Melendez       | Miss World Panamá               |               |                        |
| 2005 | december 10.   | Sanya, Kína                 | Anna Vaprio                       | Miss World Panamá               |               |                        |
| 2006 | szeptember 30. | Varsó, Lengyelország        | Giselle Bissot                    | Miss World Panamá               |               |                        |
| 2007 | december 1.    | Sanya, Kína                 | Shey Ling Him                     | Miss World Panamá               |               |                        |
| 2009 | december 12.   | Johannesburg, Dél-Afrika    | Nadege Herrera                    | Realmente Bella Señorita Panamá | 5th Runner-up | Beach Beauty (2. hely) |
| 2010 | október 30.    | Sanya, Kína                 | Paola Vaprio Medaglia             | Miss World Panamá               |               |                        |
| 2011 | november 6.    | London, Anglia              | Irene Núñez                       | Miss Panamá                     | 34. hely      |                        |
| 2012 | augusztus 18.  | Ordos, Inner Mongolia, Kína | Maricely González                 | Miss Panamá                     | Top 30        |                        |
| 2013 | szeptember 28. | Bali, Indonézia             | Virgínia Hernandez                | Miss World Panama               |               |                        |

Megjegyzések
- 2008: Ebben az évben Kathya Saldaña nyerte el a Miss World Panamá címet, azonban nem képviselhette az országát a világversenyen, mert problémái voltak a regionális szervezettel, és nem volt a dél-afrikai vízuma abban az időben.

## Miss International-résztvevők
Panama 1961-től vesz részt a Miss International versenyen, 1998-ban pedig koronát is nyert a versenyzőjük, valamint 2006-ban Miss Panama lett a második helyezett.
| Év   | Hónap, nap     | Helyszín                    | Versenyző                        | Verseny                   | Helyezés      | Különdíj              |
| ---- | -------------- | --------------------------- | -------------------------------- | ------------------------- | ------------- | --------------------- |
| 1961 | július 28.     | Long Beach, Kalifornia, USA | Angela Alcové                    | Miss International Panamá | Top15         |                       |
| 1962 | augusztus 18.  | Long Beach, Kalifornia, USA | Ana Maruri                       | Miss International Panamá | 2nd runner-up |                       |
| 1963 | augusztus 16.  | Long Beach, Kalifornia, USA | Mariela Aguirre                  | Miss International Panamá |               |                       |
| 1964 | augusztus 14.  | Long Beach, Kalifornia, USA | Gloria Navarrete                 | Miss International Panamá |               |                       |
| 1984 | október 30.    | Yokohama, Japan             | Vielka Mariana Marciac           | Miss International Panamá | Top15         |                       |
| 1985 | szeptember 15. | Ibaraki, Japan              | Diana Marina Lau                 | Miss International Panamá |               |                       |
| 1986 | augusztus 31.  | Nagasaki, Japan             | Nidia Esther Pérez               | Miss International Panamá |               |                       |
| 1987 | szeptember 13. | Tokyo, Japan                | Amarilis Aurelia Sandoval        | Miss International Panamá |               |                       |
| 1995 | szeptember 10. | Tokyo, Japan                | Lorena Hernández Montero         | Miss International Panamá |               |                       |
| 1998 | szeptember 26. | Tokyo, Japan                | Lía Victoria Borrero González    | Miss International Panamá | Győztes       |                       |
| 1999 | december 14.   | Tokyo, Japan                | Blanca Elena Espinosa            | Miss International Panamá |               |                       |
| 2000 | október 4.     | Tokyo, Japan                | Cristina Marie Sousa Broce       | Miss International Panamá |               |                       |
| 2002 | szeptember 30. | Tokyo, Japan                | Cristina Herrera                 | Miss International Panamá |               |                       |
| 2004 | október 16.    | Beijing, China              | Anabella Isabel Hale Ruíz        | Miss International Panamá |               |                       |
| 2005 | szeptember 26. | Tokyo, Japan                | Lucia Graciela Matamoros Samudio | Miss International Panamá |               |                       |
| 2006 | november 11.   | Beijing, China              | Mayte Sánchez González           | Miss International Panamá | 1st Runner-up | Best National Costume |
| 2007 | október 15.    | Tokyo, Japan                | Stephanie Araúz                  | Miss International Panamá |               |                       |
| 2008 | november 8.    | Macau                       | Alejandra Arias                  | Miss International Panamá |               |                       |
| 2009 | november 28.   | Chengdu, Sichuan, China     | Joyce Jacobi                     | Miss International Panamá | Top15         |                       |
| 2010 | november 7.    | Chengdu, China              | Michelle Ostler                  | Miss International Panamá |               |                       |
| 2011 | november 6.    | Chengdu, China              | Keity Mendieta                   | Miss International Panamá | 4th Runner-up |                       |
| 2012 | október 21.    | Naha, Okinawa, Japan        | Karen Jordán Beitia              | Miss Panamá               |               |                       |
| 2013 |                |                             |                                  |                           |               |                       |

## Miss Earth-résztvevők
A Miss Earth versenyt 2001 óta rendezik, és Panama az első versenytől részt vesz rajta. Eddig a legjobban 2006-ban teljesítettek, mert a versenyzőjük bekerült a legszebb 8 lány közé. Továbbá különdíjat is kaptak a versenyzőik 2003-ban és 2008-ban.
| Év   | Hónap, nap   | Helyszín                 | Versenyző                         | Verseny                         | Helyezés | Különdíj              |
| ---- | ------------ | ------------------------ | --------------------------------- | ------------------------------- | -------- | --------------------- |
| 2001 | október 28.  | Manila, Fülöp-szigetek   | Aliana Khan                       | Miss Earth Panamá               |          |                       |
| 2002 | október 29.  | Manila, Fülöp-szigetek   | Carolina Lilibeth Miranda Samudio | Miss Earth Panamá               |          |                       |
| 2003 | november 9.  | Manila, Fülöp-szigetek   | Jessica Doralis Segui†            | Miss Earth Panamá               |          | Best National Costume |
| 2005 | október 23.  | Manila, Fülöp-szigetek   | Rosemary Isabel Suárez Machazek   | Miss Earth Panamá               |          |                       |
| 2006 | november 26. | Manila, Fülöp-szigetek   | Stefanie de Roux                  | Miss Earth Panamá               | Top 8    |                       |
| 2008 | november 9.  | Pampanga, Fülöp-szigetek | Shassia Ubillús                   | Miss International Panamá 2008  |          | Best National Costume |
| 2009 | november 22. | Boracay, Fülöp-szigetek  | Geraldine Higuera                 | Realmente Bella Señorita Panamá |          |                       |
| 2010 | december 4.  | Khanh Hoa, Vietnam       | Nicole Morrell                    | Bellezas Panamá 2010            |          |                       |
| 2011 | december 3.  | Manila, Fülöp-szigetek   | Marelissa Him                     | Miss Earth Panamá 2011          |          |                       |
| 2012 | október 28.  | Bali, Indonézia          | Ana Lorena Ibáñez                 | Miss Panamá                     |          |                       |
| 2013 |              |                          |                                   |                                 |          |                       |

## Miss Supranational-résztvevők
A Miss Supranational nemzetközi szépségverseny 2009-ben indult, Panama a kezdetektől részt vesz rajta, 2010-ben a koronát is elnyerte versenyzőjük.
| Év   | Hónap, nap     | Helyszín                | Versenyző            | Verseny                   | Helyezés | Különdíj                   |
| ---- | -------------- | ----------------------- | -------------------- | ------------------------- | -------- | -------------------------- |
| 2009 | szeptember 5.  | Plock, Lengyelország    | Silvia Oneida Acosta | Miss Supranational Panamá |          |                            |
| 2010 | augusztus 28.  | Plock, Lengyelország    | Karina Pinilla Corro | Miss Supranational Panamá | győztes  | Best National Costume      |
| 2011 | augusztus 26.  | Plock, Lengyelország    | Lidia McNulty        | Miss Supranational Panamá | Top 20   |                            |
| 2012 | szeptember 14. | Sopot, Lengyelország    | Elissa Estrada       | Miss Panamá               | Top 10   | Miss Supranational America |
| 2013 | szeptember 6.  | Minsk, Fehéroroszország | Yinnela Yero         | Miss Supranational Panama |          |                            |

## Miss United Continent-résztvevők
Panama az elejétől részt vesz a Miss Continente Americano versenyen. 2006-ban és 2011-ben szerepelt panamai lány a középdöntősök között. A verseny 2013-ig a Miss Continente Americano nevet viselte.
| Év   | Hónap, nap     | Helyszín           | Versenyző                    | Verseny                          | Helyezés     | Különdíj              |
| ---- | -------------- | ------------------ | ---------------------------- | -------------------------------- | ------------ | --------------------- |
| 2006 | augusztus 28.  | Guayaquil, Ecuador | Melissa Piedrahita           | Miss Continente Americano Panamá | Top 6        |                       |
| 2007 | június 30.     | Guayaquil, Ecuador | Sorangel Matos Arce          | Miss Continente Americano Panamá |              |                       |
| 2008 | szeptember 6.  | Guayaquil, Ecuador | Karina Pinilla Corro         | Realmente Bella Señorita Panamá  |              |                       |
| 2009 | szeptember 26. | Guayaquil, Ecuador | Liseth del Carmen Díaz Muñoz | Miss Continente Americano Panamá |              | Best National Costume |
| 2010 | szeptember 18. | Guayaquil, Ecuador | Joan Nachell Ramos Castillo  | Miss Continente Americano Panamá |              |                       |
| 2011 | október 22.    | Guayaquil, Ecuador | Anyoli Abrego                | Miss Continente Americano Panamá | Top 6        |                       |
| 2012 | szeptember 29. | Guayaquil, Ecuador | Maricely González            | Miss Panamá                      | 2. helyezett |                       |
| 2013 | szeptember 14. | Guayaquil, Ecuador | María Gabrielle Sealy        | Miss Panama                      |              |                       |

## Reina Hispanoamericana résztvevők
| Év   | Hónap, nap   | Helyszín            | Versenyző                          | Helyezés | Különdíj              |
| ---- | ------------ | ------------------- | ---------------------------------- | -------- | --------------------- |
| 2004 | október 9.   | Cochabamba, Bolivia | Ivy Ruth Ortega Coronas            |          |                       |
| 2005 | október 14.  | Cochabamba, Bolivia | Magela Irene Boris Kinkead         |          |                       |
| 2006 | október 27.  | Santa Cruz, Bolivia | Anayda del Carmen González Menacho |          |                       |
| 2007 | október 26.  | Santa Cruz, Bolivia | Stephanie Joan Araúz Shaw          |          |                       |
| 2008 | október 30.  | Santa Cruz, Bolivia | Rosa Omaira Vargas                 |          | Best National Costume |
| 2009 | október 29.  | Santa Cruz, Bolivia | Joyce Fátima Marie Jacobi Samudio  |          |                       |
| 2010 | november 24. | Santa Cruz, Bolivia | Michelle Ostler Cosme              |          |                       |
| 2011 | október 27.  | Santa Cruz, Bolivia | Marelissa Him                      |          | Miss Congeniality     |
| 2012 | október 25.  | Santa Cruz, Bolivia | Ana Lorena Ibanez                  |          |                       |

## Reinado Internacional del Café résztvevők
| Év   | Hónap, nap | Helyszín            | Versenyző                | Helyezés      | Különdíj |
| ---- | ---------- | ------------------- | ------------------------ | ------------- | -------- |
| 2008 | január 12. | Manizales, Colombia | Ginelle Saldaña          | 3rd Runner Up |          |
| 2009 | január 10. | Manizales, Colombia | Alejandra Arias          | Top 10        |          |
| 2011 | január 9.  | Manizales, Colombia | Karen Jordán             |               |          |
| 2012 | január 9.  | Manizales, Colombia | Edith Noemí Díaz Córdoba |               |          |
| 2013 | január 12. | Manizales, Colombia |                          |               |          |

## Fordítás
Ez a szócikk részben vagy egészben  a   Señorita Panamá című angol Wikipédia-szócikk ezen változatának fordításán alapul.  Az eredeti cikk szerkesztőit annak laptörténete sorolja fel. Ez a jelzés csupán a megfogalmazás eredetét és a szerzői jogokat jelzi, nem szolgál a cikkben szereplő információk forrásmegjelöléseként.
Ez a szócikk részben vagy egészben  a   List of Miss Panamá - Señorita Panamá titleholders című angol Wikipédia-szócikk ezen változatának fordításán alapul.  Az eredeti cikk szerkesztőit annak laptörténete sorolja fel. Ez a jelzés csupán a megfogalmazás eredetét és a szerzői jogokat jelzi, nem szolgál a cikkben szereplő információk forrásmegjelöléseként.